# 狩場インターチェンジ

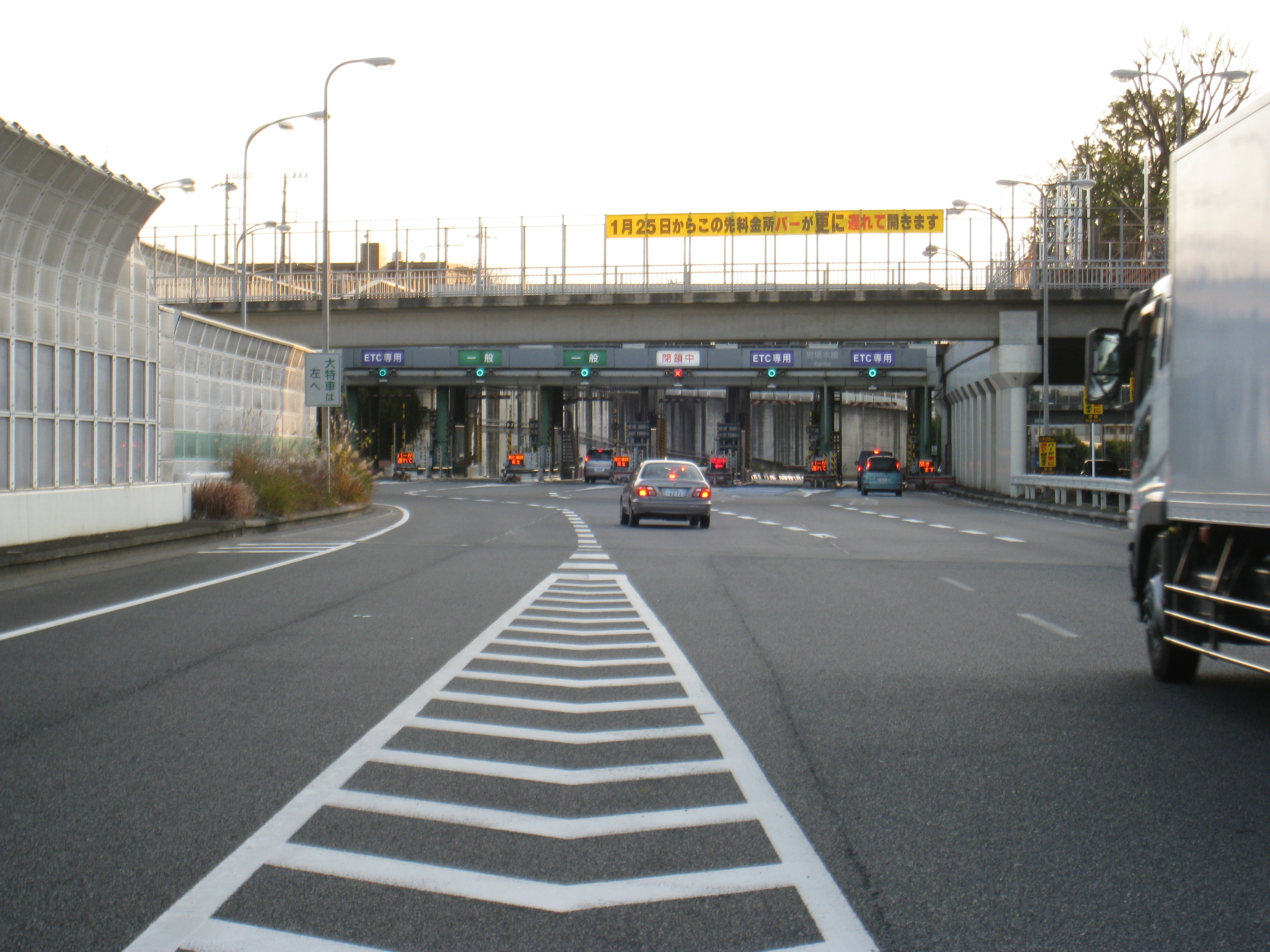
首都高狩場線狩場本線料金所

狩場インターチェンジ（かりばインターチェンジ）は、神奈川県横浜市保土ケ谷区狩場町および権太坂にある、国道16号横浜新道と国道16号横浜横須賀道路のインターチェンジである。ここでは、併設している前記の2路線と首都高速神奈川3号狩場線を接続する、狩場ジャンクション（かりばジャンクション）についても併記する。

## 歴史
- 1974年（昭和49年）9月25日 : 国道16号横浜新道の新保土ヶ谷IC - 当IC間の暫定開通に伴い供用を開始。（当初は新保土ヶ谷IC方面からの出口のみ）
- 1981年（昭和56年）3月31日 : 当IC - 日野IC間が開通。
同時に新保土ヶ谷IC - 当IC間が本開通し、一般道から新保土ヶ谷IC方面に入れるようになった。
- 1990年（平成2年）3月29日 : 首都高速神奈川3号狩場線の開通に伴い、狩場ジャンクションの供用を開始。

## 接続する道路
狩場インターチェンジ
国道16号横浜新道および国道16号横浜横須賀道路と、一般道路である国道1号東海道を接続する。横浜新道方面出口は、横浜新道方面入口・横浜横須賀道路方面出入口より600m西側に離れた横浜新道・国道1号の交点に設けられている。
狩場ジャンクション
国道16号横浜新道および国道16号横浜横須賀道路と、首都高速神奈川3号狩場線を接続する。

## 周辺
- 保土ケ谷駅
- 権太坂
- 保土ヶ谷清掃事務所

## 隣
国道16号E16 横浜新道
新保土ヶ谷IC - (1) 狩場IC/JCT
E16 横浜横須賀道路
(1) 狩場IC/JCT - 六ッ川TB - (2) 別所IC
首都高速神奈川3号狩場線
(356) 阪東橋出入口 - (357) 花之木出入口（本牧方面のみ） - (359) 永田出入口（本牧方面のみ） - (1) 狩場JCT